# Teinobasis debeauforti
Teinobasis debeauforti – gatunek ważki z rodziny łątkowatych (Coenagrionidae).